# Адміністративний устрій Полонського району
Адміністративний устрій Полонського району — адміністративно-територіальний поділ Полонського району Хмельницької області на 1 міську громаду, 2 селищні громади та 1 сільську раду, які об'єднують 47 населених пунктів та підпорядковані Полонській районній раді. Адміністративний центр — місто Полонне.

## Список громадПолонського району
- Грицівська селищна громада
- Полонська міська громада
- Понінківська селищна громада

## Список радПолонського району
| № | Назва                  | Центр       | Населені пункти | Площа км² | Місце за площею | Населення (2001), чол. | Місце за населенням |
| - | ---------------------- | ----------- | --------------- | --------- | --------------- | ---------------------- | ------------------- |
| 1 | Білецька сільська рада | с. Білецьке | с. Білецьке     | 1,100     | 19              | 481                    | 19                  |

* Примітки: м. — місто, с-ще — селище, смт — селище міського типу, с. — село